# Discovery Family
Discovery Family este canal de televiziune prin cablu american codeținut de Warner Bros. Discovery și Hasbro prin unitățile lor respective The Cartoon Network, Inc. și Hasbro Entertainment.
Canalul a fost lansat inițial de către Discovery Communications (ulterior Discovery, Inc.) pe 7 octombrie 1996 ca Discovery Kids, un spin-off al Discovery Channel care a prezentat în principal programe de știință și despre natură pentru o audiență tânără. În 2010, Discovery Kids a devenit The Hub (mai târziu Hub Network) ca parte a unui parteneriat cu Hasbro condus de Margaret Loesch, o executivă veterană. Relansarea a pivotat canalul spre un format de divertisment general, cu intervale de zi vizând audiențe de preșcolari, copii și familii respectiv. Unele din programele sale originale au inclus adaptări ale proprietăților deținute de Hasbro, cum ar fi emisiuni concurs bazate pe jocuri de societate ale sale și seriale de animație produse ca parte ale unor linii de jucării cum ar fi Micul meu ponei, Pound Puppies, Transformers și Kaijudo.
Fuziunea din 2022 a Discovery, Inc. cu WarnerMedia formând Warner Bros. Discovery a adus Discovery Family sub divizia Cartoon Network Group a Warner Bros. Discovery Networks, cu președintele Cartoon Network Michael Ouweelen acum gestionând canalul. În prezent, acordul de producție al canalului cu Hasbro expiră la sfârșitul lui martie 2025.
La data de noiembrie 2023, Discovery Family este disponibil la aproximativ 28 de milioane de locuințe de televiziune cu plată în Statele Unite, în scădere de la vârful său din 2014 de 71 de milioane de locuințe.

## Istorie

### Ca Discovery Kids Channel/Discovery Kids (1996–2010)

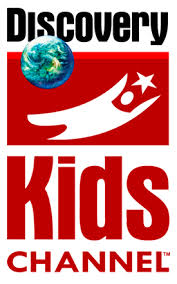
Primul logo folosit din 7 octombrie 1996 până în 1997

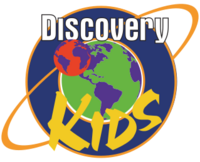
Logo folosit din 1997 până în 2001. Arătat aici este logo-ul din 2002 până în 2009 în America Latină.

În 1996, Discovery Communications a lansat Discovery Kids. Canalul oferea programe de știință, natură, și aventură tematice destinate copiilor cu vârste cuprinse între 6 și 11 ani.

### Ca The Hub/Hub Network (2010–2014)

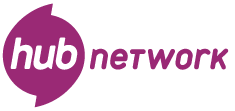
Ultimul logo al Hub Network folosit până pe 13 octombrie 2014.

The Hub a fost lansat la 10 octombrie 2010 ca o colaborare între compania de jucării Hasbro și conglomeratul media Discovery Communications. Sub această relansare, canalul s-a concentrat pe seriale originale live-action și de animație ca Family Game Night, Micul meu ponei: Prietenia este magică și Transformers Prime.

### Ca Discovery Family (2014–prezent)
Hub Network si-a schimbat numele din 13 octombrie 2014 în Discovery Family după ce Hasbro a cedat 10% din partea sa de deținător la Discovery, astfel ajungându-se la o deținere de 60% pentru Discovery și 40% pentru Hasbro. Sub acest nume, canalul a început să înlocuiască grila de primetime cu redifuzări ale serialelor din librăria Discovery Channel.
În aprilie 2022, WarnerMedia și Discovery, Inc. au fuzionat formând Warner Bros. Discovery, făcând ca Discovery Family să devină un canal înrudit cu Cartoon Network.